# Olivaichthys
Olivaichthys är ett släkte av fiskar. Olivaichthys ingår i familjen Diplomystidae.
Kladogram enligt Catalogue of Life:
| Olivaichthys | \| \| Olivaichthys cuyanus \| \| \| \| \| \| Olivaichthys mesembrinus \| \| \| \| \| \| Olivaichthys viedmensis \| \| \| \| |
|              | \| \| Olivaichthys cuyanus \| \| \| \| \| \| Olivaichthys mesembrinus \| \| \| \| \| \| Olivaichthys viedmensis \| \| \| \| |
|              | Diplomystes |
|              | |
|              | Olivaichthys cuyanus |
|              | |
|              | Olivaichthys mesembrinus |
|              | |
|              | Olivaichthys viedmensis |
|              | |

|  | Olivaichthys cuyanus     |
|  |                          |
|  | Olivaichthys mesembrinus |
|  |                          |
|  | Olivaichthys viedmensis  |
|  |                          |